# ديفيد كوهن (سياسي)
ديفيد كوهن (بالإنجليزية: David Cohen)‏ هو سياسي أمريكي، ولد في 13 نوفمبر 1914، وتوفي في 3 أكتوبر 2005 في فيلادلفيا في الولايات المتحدة بسبب نوبة قلبية. نشط حزبياً في الحزب الديمقراطي.